# UC 53
UC 53 war ein deutsches minenlegendes U-Boot des Typs UC II der Klasse U-Boot-Klasse UC, das für die Kaiserliche Marine geordert und gebaut und im U-Boot-Krieg während des Ersten Weltkrieges, aus Tarnungsgründen mit der k.u.k.-Kennung U 95, im Mittelmeer eingesetzt wurde. Das Boot wurde am 28. Oktober 1918 vor Pola von seiner Besatzung selbstversenkt, als Österreich-Ungarn aus dem Krieg ausschied.

## Geschichte
Das Boot wurde am 12. Januar 1916 bei der Germaniawerft in Kiel bestellt, lief am 27. Februar 1917 vom Stapel und wurde am 5. April 1917 in Dienst gestellt. Am 24. Juli 1917 wurde es der am 1. Juni 1917 aus der bisherigen U-Flottille Pola gebildeten U-Flottille Mittelmeer zugeteilt, die aus Pola und Cattaro operierte. Das Boot fuhr nunmehr auch mit der k.u.k.-Bezeichnung U 95. Bei der Teilung der Flottille am 1. Januar 1918 kam das Boot zur II. U-Flottille Mittelmeer in Cattaro.
Auf insgesamt acht Feindfahrten versenkte das Boot insgesamt – teils durch von ihm gelegte Minen, teils mit Torpedos – 47 Handelsschiffe mit zusammen 46.498 BRT und beschädigte weitere elf Handelsschiffe mit zusammen 31.612 BRT. Hinzu kam die Beschädigung einer kleinen britischen U-Boot-Falle von 120 t.
Als Österreich-Ungarn im Oktober 1918 aus dem Krieg ausschied, wurde UC 53 von seiner Besatzung am 28. Oktober 1918 südwestlich von Pola auf der Position 44° 31′ N, 13° 30′ O versenkt.

## Kommandanten
| 5. April 1917 bis 5. Februar 1918 | Kapitänleutnant Kurt Albrecht           |
| 6. Februar bis 18. Juni 1918      | Oberleutnant zur See Adolf Ehrensberger |
| 19. Juni bis 28. Oktober 1918     | Kapitänleutnant Erich Gerth             |